# Birmingham Grand Prix 2017
Il Birmingham Grand Prix 2017 è stato la 20ª edizione dell'annuale meeting di atletica leggera; le competizioni hanno avuto luogo all'Alexander Stadium di Birmingham, il 20 agosto 2017. Il meeting è stato la dodicesima tappa del circuito IAAF Diamond League 2017.

## Programma
| #  | Orario | Specialità         |
| -- | ------ | ------------------ |
| 1  | 13:31  | Salto in lungo     |
| 2  | 14:32  | Miglio             |
| 3  | 15:00  | Salto in alto      |
| 4  | 15:14  | 800 metri          |
| 5  | 15:23  | 100 metri          |
| 6  | 15:32  | 400 metri          |
| 7  | 15:53  | Getto del peso     |
| 8  | 15:57  | 110 metri ostacoli |
| 9  | 16:17  | 200 metri          |
| 10 | 16:45  | 3000 metri         |

| # | Orario | Specialità         |
| - | ------ | ------------------ |
| 1 | 13:22  | Salto con l'asta   |
| 2 | 13:41  | 800 metri          |
| 3 | 14:47  | Lancio del disco   |
| 4 | 15:03  | 400 metri ostacoli |
| 5 | 15:28  | Salto triplo       |
| 6 | 15:40  | 3000 metri         |
| 7 | 16:08  | 100 metri          |
| 8 | 16:26  | 1500 metri         |
| 9 | 16:36  | 400 metri          |

     Specialità valide per la Diamond League

## Risultati
Di seguito i primi tre classificati di ogni specialità.

### Uomini
| Specialità     |                    | Prestazione | 2º classificato    | Prestazione | 3º classificato    | Prestazione |
| 100 m          | Chijindu Ujah      | 10"08       | James Dasaolu      | 10"11       | Zharnel Hughes     | 10"13       |
| 200 m          | Ramil Guliyev      | 20"17       | Ameer Webb         | 20"26       | Aaron Brown        | 20"30       |
| 400 m          | Dwayne Cowan       | 45"34       | Vernon Norwood     | 45"52       | Rabah Yousif       | 45"58       |
| 800 m          | Nijel Amos         | 1'44"50     | Adam Kszczot       | 1'45"28     | Marcin Lewandowski | 1'45"33     |
| Miglio         | Jake Wightman      | 3'54"92     | Chris O'Hare       | 3'55"01     | Ben Blnkenship     | 3'55"89     |
| 3000 m         | Mo Farah           | 7'38"64     | Adel Mechaal       | 7'40"34     | Davis Kiplangat    | 7'40"63     |
| 110 m ostacoli | Aries Merritt      | 13"29       | Sergey Shubenkov   | 13"31       | Devon Allen        | 13"40       |
| Salto in alto  | Mutaz Essa Barshim | 2.40 m      | Majed Aldin Ghazal | 2.31 m      | Tom Gale           | 2.24 m      |
| Salto in lungo | Jarrion Lawson     | 8.19 m      | Ruswahl Samaai     | 8.03 m      | Michael Hartfield  | 8.02 m      |
| Getto del peso | Tomas Walsh        | 21.83 m     | Ryan Crouser       | 21.55 m     | Tomáš Staněk       | 21.16 m     |

     Prestazione che stabilisce il nuovo record del meeting.

### Donne
| Specialità       |                      | Prestazione | 2º classificato         | Prestazione | 3º classificato    | Prestazione |
| 100 m            | Elaine Thompson      | 10"93       | Marie-Josée Ta Lou      | 10"97       | Jura Levy          | 11"08       |
| 400 m            | Salwa Eid Naser      | 50"59       | Allyson Felix           | 50"63       | Courtney Okolo     | 50"66       |
| 800 m            | Habitam Alemu        | 1'59"60     | Lynsey Sharp            | 1'59"97     | Charlene Lipsey    | 2'00"97     |
| 1500 m           | Dawit Seyaum         | 4'01"36     | Winny Chebet            | 4'02"24     | Rababe Arafi       | 4'02"95     |
| 3000 m           | Sifan Hassan         | 8'28"90     | Konstanze Klosterhalfen | 8'29"89     | Margaret Kipkemboi | 8'30"11     |
| 400 m ostacoli   | Zuzana Hejnová       | 54"18       | Dalilah Muhammad        | 54"20       | Janieve Russell    | 54"67       |
| Salto con l'asta | Aikaterinī Stefanidī | 4.75 m      | Holly Bradshaw          | 4.61 m      | Michaela Meijer    | 4.61 m      |
| Salto triplo     | Caterine Ibargüen    | 14.51 m     | Kimberly Williams       | 14.44 m     | Ol'ga Rypakova     | 14.29 m     |
| Lancio del disco | Sandra Perković      | 67.51 m     | Denia Caballero         | 65.24 m     | Yaimé Pérez        | 65.11 m     |

     Prestazione che stabilisce il nuovo record del meeting.